# Daryna Sewina
Daryna Sewina (ukrainisch Дарина Зевіна; * 1. September 1994 in Kiew) ist eine ukrainische Schwimmerin.
Daryna Sewina gewann bei den Olympischen Jugend-Sommerspielen 2010 in Singapur auf den Rückenstrecken eine Goldmedaille über 100 Meter, eine Silbermedaille über 50 Meter und eine Bronzemedaille über 200 Meter. Bei den Kurzbahneuropameisterschaften 2010 gewann sie eine Goldmedaille über 100 Meter Rücken und eine Bronzemedaille über 200 Meter Rücken. Bei den Kurzbahneuropameisterschaften 2011 und 2012 holte sie jeweils die Titel über 100 und 200 Meter Rücken, 2013 über 200 Meter. 2012 wurde sie in Istanbul Weltmeisterin über 200 Meter Rücken auf der Kurzbahn.
Bei den Olympischen Sommerspielen 2012 in London kam Sewina über 100 Meter Rücken mit einer Zeit von 1:00,57 Minuten nicht über die erste Runde hinaus. Über 200 Meter Rücken schied sie als Sechstplatzierte ihres Halbfinals aus. Auch mit der 4 × 200-m-Freistilstaffel der Ukraine konnte sie sich als Achte der ersten Runde nicht für das Finale qualifizieren.
Bei den Europameisterschaften 2016 in London und bei Kurzbahnweltmeisterschaften 2016 in Windsor gewann sie über 200 Meter Rücken jeweils die Silbermedaille.